# 法蘭克·卡梅尼
富兰克林·爱德华·卡梅尼（Franklin Edward Kameny，1925年5月21日—2011年10月11日）是一位美国同性恋权利活动家。
1957年，卡梅尼因同性恋身份被美国陆军地图服务处解除职务，這导致他开始与美国当局展開斗争。
卡梅尼对他被美国公务员委员会解雇一事正式提出上诉。虽然没有成功，但這一訴訟引人關注，因为它是美国法院第一个已知的以性取向为訴求的民事权利訴訟。